# Cristina Magdalena del Palatinado-Zweibrücken
Cristina Magdalena del Palatinado-Zweibrücken-Kleeburg (Nyköping, 27 de mayo de 1616-Castillo de Karlsburg, 4 de agosto de 1662) fue una condesa palatina de Zweibrücken-Kleeburg por nacimiento, y por matrimonio margravina de Baden-Durlach.

## Biografía
Cristina Magdalena era la hija mayor del conde palatino Juan Casimiro de Zweibrücken-Kleeburg (1589-1652) de su matrimonio con la princesa Catalina Vasa (1584-1638), hija del rey Carlos IX de Suecia.
El hermano de Cristina Magdalena ascendió al trono sueco como Carlos X Gustavo de Suecia en 1654. En 1633, se negoció sin éxito un matrimonio de Cristina con Bernardo de Sajonia-Weimar.
Después de la muerte de su madre, Cristina Magdalena fue comisionada por los estados imperiales suecos con la supervisión de la educación de la reina sueca Cristina. Ella realizó esta tarea hasta 1642.
Cristina Magdalena se casó el 30 de noviembre de 1642 en Estocolmo con el margrave Federico VI de Baden-Durlach (1617-1677). En 1656, la margravina recibió de su hermano Carlos X Gustavo la población de Kutzenhausen, que los margraves vendieron en 1705 a los condes de Hanau.

## Descendientes
De su matrimonio, Cristina Magdalena tuvo los siguientes hijos:
- Federico Casimiro (1643-1644).
- Cristina (1645-1705), desposó el 16 de enero de 1665 al margrave Alberto II de Brandeburgo-Ansbach (1620-1667), y en segundas nupcias en 1681 al duque Federico I de Sajonia-Gotha (1646-1691).
- Leonor Catalina (1646).
- Federico VII Magno (1647-1709), margrave de Baden-Durlach. Desposó en 1670 a la princesa Augusta María de Holstein-Gottorp (1649-1728).
- Carlos Gustavo (1648-1703), desposó en 1677 a la princesa Ana Sofía de Brunswick-Wolfenbüttel (1659-1742).
- Catalina Bárbara (1650-1733).
- Juana Isabel (1651-1680), desposó en 1673 al margrave Juan Federico de Brandeburgo-Ansbach (1654-1686).
- Federica Leonor (1658).